# André Mercier (Politiker, 1901)
André Mercier (* 7. Juli 1901 in Paris; † 22. November 1970 Bobigny) war ein französischer kommunistischer Politiker.

## Leben
Der Sohn eines Kutschers und einer Küchenhilfe begann im Alter von 14 Jahren als Kellner zu arbeiten. 1928 trat er dem Gewerkschaftsbund CGTU bei und wurde in dessen Gewerkschaft der Hotel- und Gastronomiebeschäftigten aktiv. 1929 trat er der Kommunistischen Partei Frankreichs (PCF) bei.
Bis Anfang der 1930er Jahre vor allem in der Gewerkschaftsbewegung aktiv, wurde er 1931 hauptamtlicher Mitarbeiter der französischen Sektion der Internationalen Roten Hilfe.
1936 wurde Mercier zum Abgeordneten des 3. Arrondissements von Paris in der Abgeordnetenkammer gewählt, was er bis 1940 bleiben sollte.
1938 wurde er neben seiner Tätigkeit als Abgeordneter Sekretär der 1936 wiedervereinten CGT, Mitglied des CGT-Exekutivkomitees des Departementsverbandes der Region Paris und des Regionalkomitees der PCF für das Stadtgebiet von Paris.
Nachdem er am 20. Februar 1940 wie alle kommunistischen Abgeordneten seines Mandats enthoben worden war, ging er im Oktober desselben Jahres in den Untergrund und organisierte fortan die Aktivitäten der PCF.
Am 27. Mai 1943, bei der Gründungsversammlung des Nationalen Widerstandsrats (CNR), vertrat er die PCF. Seine Partei berief ihn daraufhin zu ihrem Vertreter bei der beratenden Versammlung von Algier im November 1943. Am 8. November 1944 wurde er zu einem ihrer Vizepräsidenten gewählt und übte dieses Amt bis zur Auflösung des CNR am 3. August 1945 aus.
In den Jahren 1945 und 1946 wurde er in die beiden verfassungsgebenden Versammlungen zum Abgeordneten des Départements Oise gewählt und war ebenso nach den Wahlen 1946, 1951 und 1956 bis 1958 dessen Abgeordneter in der Nationalversammlung der Vierten Republik.